# Quinquagesimo ante anno
Quinquagesimo ante anno, en español "Ante el año quincuagésimo", es la encíclica 14.ª de Pío XI, del 23 de diciembre de 1929, en la que recuerda el 50.º aniversario de su ordenación sacerdotal; prolonga hasta el 29 de junio el Año Santo que había convocado con la constitución apostólica Auspicantibus Nobis, para el año 1929 en que se cumplía ese aniversario; y agradece a Dios los favores recibidos en su pontificado.

## Contenido de la encíclica
El papa comienza la encíclica recordando su ordenación sacerdotal

Quinquagesimo ante anno, cum florentes aetate, in ea ad Lateranum Ecclesia, quae est omnium Ecclesiarum Mater et Caput, sacerdotio aucti sumus — cuius quidem recordatione rei tangimur, hisce praesertim diebus, recreamurque suavissime —, nullo pacto cuiquam, nedum Nobis, coniicere licuisset, arcano divini Numinis consilio humilitatem Nostram eo usque evectum iri, ut templum id ipsum romani episcopatus Nostri cathedrale aliquando nancisceremur.
Cuando, hace cincuenta años, en la flor de la vida, fuimos ordenados sacerdotes en la Basílica de Letrán, madre y centro de todas las Iglesias -y en estos días el recuerdo nos conmueve y nos reconforta especialmente- ciertamente nadie lo hubiera imaginado, mucho menos Nosotros, que por el arcano designio de la divina Providencia Nuestra humilde persona habría sido elevada a tan alto frontón, y que ese mismo templo algún día se convertiría en la catedral de Nuestro episcopado romano.
Comienzo de la encíclica

Enseguida muestra su agradecimiento por los beneficios con el que Dios ha querido conosolar a su vicario en los años transcurrido desde su elevación al supremo pontificado, y su alegría al comprobar las oraciones y gracias recibidas durante el año jubilar extraordinario convocado con motivo del 50.º aniversario de su ordenación sacerdotal.

### Beneficios recibidos durante este año jubilar
Continúa el papa recordando los beneficios recibidos durante su pontificado, comenzando por dar gracias a Dios por haber podido resolverse felizmente las relaciones de la Santa Sede con el Reino de Italia, una de los deseos que expuso en su primera encíclica, Ubi arcano, y objetivo alcanzado mediante los Pactos de Letrán, ratificados en este mismo año (1929).
Se conmemorráa también este año, el 8 de diciembre, el 75 aniversario de la declaración dogmática por Pío IX de la Inmaculada Conepción, mediante la bula Ineffabilis Deus.  Durante ese año, así mismo, se han ratificado con varias naciones -con Portugal, Rumanía y Prusia- que además de garantizar la libertad de la Iglesia, repecutirán en el bien de esas naciones
Durante ese año jubilar los patriarcas y obispos de las iglesias católicas orientales han manifestado, visitando Roma personalmente o mediante representantes, su amor al romano Pontífice y a la unidad de la Iglesia. En Roma, además, han querido reunirse para fijar su pastoral, los obispos armenios, e igualmente los rutenos. En esas reuniones se ocuparon de cuestiones importantes como la formación del clero joven, el modo de codificar el derecho canónico oriental, y el modo de promover entre sus fieles la Acción Católica.
También a lo largo del año, se ha avanzado en cuestiones que llaman menos la atención pero que repercuten en el bien de la Iglesia, así se han construido junto a muchas parroquias casas para los sacerdotes que las atienden, lo que facilitará su labor, se han constituido Colegios Internacionales para los jóvenes estudiante por parte de las congregaciones religiosas de los Siervos de María y de San Francisco de Paula, así como el Colegio de Propaganda Fide, el lombardo, el ruso,  el checo y el brasileño, la nueva sede el Seminario Etíope.
Además esta año se ha celebrado en Estocolmo la llegada  a las costas de Suecia, hace 1.100 años, de San Óscar, que inicio la evangelización de aquel país. Una conmemoración especialmente feliz, por haber sido acompañada con muestras de los buenos deseos del rey de Suecia y de la corporación municipal de la ciudad. También coincide en este año el 1.000 aniversario de la muestre de Sas Wenceslao, el patrono de Bohemia y de la República Checa. 
Por último el papa recuerda que este año han sido beatificados: Claude de la Colombiere, el jesuita que, con Santa Margarita María de Alcoque, tanto trabajo en la difusión del culo al Corazón de Jesús; Teresa Margarita Redi; y Francesco María Caparroso; y dedica un especial recuerdo a San Juan Bosco, beatificado en la basílica de San Pedro, el 2 de junio de 1929.

### Celebración del jubileo y su prolongación
Tras esta enumeración de los beneficios espirituales recibidos de Dios a lo largo de este año, el papa pasa a comentar y mostrar su alegría antes los numerosos fieles que han participado en el jubileo peregrinando a Roma, y las multitudes que acudido a las basílicas romanas a ganar la indulgencia. Todo esto da testimonio de la unidad de la Iglesia y de amor al romano pontífice. Se han obtenido así los frutos que se buscaba con la proclamación del año jubilar, pues con ello

no pretendíamos otra cosa que abrir felizmente el camino a una enmienda más profunda de la moral pública y privada, despertando la fe y la piedad en el pueblo cristiano a un mayor fervor, ya que, según el sentencia de Nuestro predecesor León XIII, de feliz memoria, "Cuanto más personas crecen en perfección, mayor honestidad y virtud deben brillar necesariamente en la moral pública y en la vida social".
Encíclica Quinquagesimo ante anno:AAS, vol, XXI (1929), p. 720.

Continúa la encíclica señalando cómo el año jubilar ha permitido comprobar como se trabaja por extender y consolidar el reino de Cristo, y comprobar la generosidad con que se han puesto a disposiciones de las misiones abundantes vasos y ornamentos sagrados. El papa manifiesta como pide a Jesucristo que se resuelvan cristianamente las discordias entre los paisaje y se mantenga  entre ellos una relación llena de armonía.
Por último el papa explica, que atendiendo los ruegos recibidos para prolongar por un tiempo los frutos espirituales del jubileo, aunque esto es algo que normalmente no se concede, inducidos por su preocupación por el bien común, con su autoridad apostólica ha extendido hasta todo el mes de junio del próximo año 1930, el tiempo en que se puedan lucrar las indulgencias en las mismas condiciones que otorgó con la constitución apostólica Auspicantibus Nobis.